# Робърт Мълиган
Робърт Патрик Мълиган (на английски: Robert Patrick Mulligan) е американски режисьор. 

## Биография
Той е роден на 23 август 1925 година в Ню Йорк. Започва режисьорската си кариера в телевизията, а от края на 50-те години режисира и кино филми. Става известен със социални драми, като „Да убиеш присмехулник“ („To Kill a Mockingbird“, 1962), „Лятото на 42-ра“ („Summer of '42“, 1971), „Другото“ („The Other“, 1972), „Догодина по същото време“ („Same Time, Next Year“, 1978) и „Човекът от Луната“ („The Man in the Moon“, 1991). През 60-те години си сътрудничи активно с продуцента Алън Пакула.
Робърт Мълиган умира на 20 декември 2008 година в Лайм.

## Избрана филмография
| година | филм                     | оригинално заглавие   | бележки |
| ------ | ------------------------ | --------------------- | ------- |
| 1961   | Ела септември            | Come September        |         |
| 1962   | Спираловидният път       | The Spiral Road       |         |
| 1962   | Да убиеш присмехулник    | To Kill a Mockingbird |         |
| 1971   | Лятото на 42-ра          | Summer of '42         |         |
| 1972   | Другото                  | The Other             |         |
| 1978   | Догодина по същото време | Same Time, Next Year  |         |
| 1991   | Човекът от Луната        | The Man in the Moon   |         |